# Pino Rauti

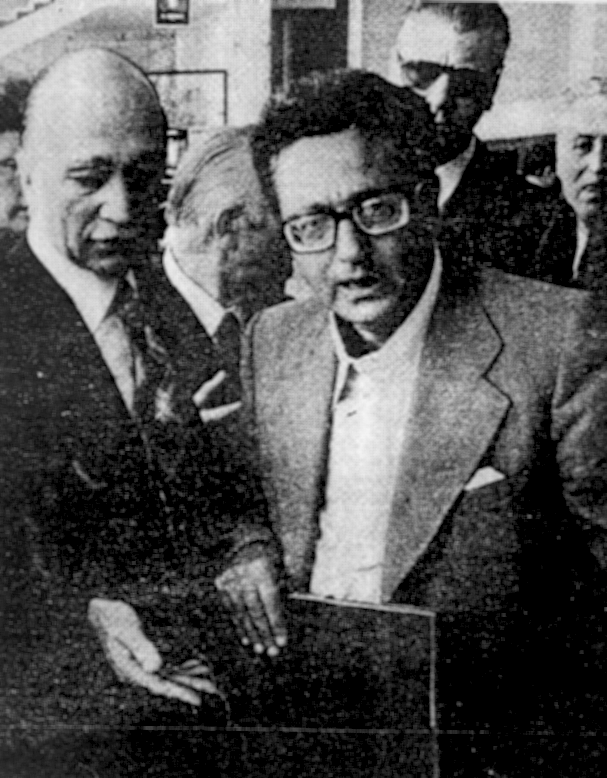
Pino Rauti (till höger) tillsammans med Giorgio Almirante 1969

Giuseppe Umberto "Pino" Rauti, född 19 november 1926 i Cardinale (Catanzaro), Kalabrien, död 2 november 2012 i Rom, var en italiensk politiker (fascist). Han var ledamot i europaparlamentet 1994-1999, partiledare i Fiamma Tricolore.
Rauti, som 1943 började arbeta för Salòrepubliken, överlämnade sig till brittiska armén 1945 och internerades i Alger. Han frigavs redan 1946 och enrollerade sig snart i det nya Movimento Sociale Italiano (MSI). Sedan Arturo Michelini tagit över från Giorgio Almirante som partiledare i MSI 1954 lämnade Rauti partiet, som han ansåg hade liberaliserats, och grundade Ordine Nuovo. 1966 publicerade han tillsammans med Guido Giannettini "Le mani rosse sulle forze armate", en handbok för nationella revolutionärer. 
Ordine Nuovo upphörde i sin dittillsvarande form 1969 och Rauti återvände då till MSI, där Almirante åter var ledare. 1972 greps Rauti och förhördes om attentat han misstänktes ha varit delaktig i år 1969, bland annat bombdådet på Piazza Fontana, men han åtalades inte utan släpptes efter några dagar i häktet. Sedan Almirante avlidit och Gianfranco Fini tagit över som partiledare i MSI valdes Rauti 1989 till partisekreterare. Han avgick 1991 efter en valförlust.
Sedan Fini 1995 kallat till partikongress för byte av namn på partiet och antagande av nytt program, kallade Rauti till en "motkongress" och bildade Movimento Sociale Fiamma Tricolore (MS-FT) där han själv blev ledare.